# AFX-757
AFX-757 je výbušnina používaná především v armádě USA.

## Charakteristika
Jedná se o látku spadající do kategorie EIDS (extrémně necitlivá detonující substance), jde tedy o výbušninu s velmi nízkou citlivostí na nárazy, plamen a blízké detonace jiné munice. Je mnohem méně citlivá než např. trinitrotoluen. Díky obsahu velikého množství hliníku se jedná o termobarickou výbušninu, veliká část tlakové vlny je tedy generována rychlým hořením hliníku v okolí nálože. V ideálních podmínkách (stovky kg a uzavřený prostor) dosahuje účinnost přes 160 % ekvivalentního množství TNT v impulzu tlakové vlny, tohoto ale obvykle není dosaženo pro rapidní smíšení chladného vzduchu se stále hořícím mrakem hliníku. I přesto je její účinnost ve smyslu tlakové vlny veliká.
Pro velmi nízký obsah brizantní složky (jen 25 hm. % RDX) má však nízkou brizanci a nehodí se ke generování a pohánění střepin ve fragmentačních náložích. I přesto ji lze v těchto rolích použít, pro její necitlivost k fragmentům zbraní kategorie CRAM a SHORAD, kde přilétající fragmenty nejsou schopny detonovat hlavici před dopadem zbraně na chráněný cíl.
Nejznámější takové použití je v hlavicích střely AGM-158 JASSM, která je ve výzbroji armád USA, Finska, Polska a dalších zemí. AFX-757 má vhodné vlastnosti pro plnění hlavic zbraní určených pro průboj betonu a hornin. AFX-757 se skládá z 25 % hexogenu (RDX), 33 % práškového hliníku, 30 % chloristanu amonného a 12 % polymerního pojiva na bázi HTPB. Detonační tlak Pcj je přibližně 100 kbar.